# كابتن إيلا
إيلا واوية (بالعبرية: אלה ואויה) (16 أكتوبر 1989) والمعروفة باسم «الكابتن إيلا» ( كابتن إيلا )، رائد في الجيش الإسرائيلي، تشغل منصب نائب الناطق باسم الجيش الإسرائيلي للإعلام العربي. وهي أول امرأة عربية تنال رتبة رائد «ميجور» في الجيش الإسرائيلي اعتباراً من في 1 سبتمبر 2021.

## حياتها
نشأت في عائلة محافظة ومتدينة من العرب المسلمين في إسرائيل. ووفقًا لتصريحاتها الخاصة، فإن التقارير التي بثتها قناة الجزيرة القطرية عن الانتفاضة الثانية، والتي شاهدتها في سن الثانية عشرة دفعت بها إلى التفكير في هويتها كعربية في إسرائيل، وطمحت إلى أن تصبح صحفية. وقد عزز حصولها على بطاقة الهوية الإسرائيلية من شعورها بهويتها كإسرائيلية.
بدأت دراسة الاتصالات في كلية في إسرائيل وأدت عامًا من الخدمة الوطنية في عام 2011 في مستشفى مائير في كفار سابا. بعد المشاركة في حلقة نقاش ضمت العميد يوآف مردخاي، عُرض عليها منصب في المكتب الصحفي للجيش والذي قبلته في عام 2013.
في البداية، لم تخبر عائلتها بهذا القرار. ومع ذلك، عندما تم تكريمها كـ "جندي متميز" من قبل رئيس إسرائيل، علمت عائلتها وقطعت العلاقات معها. لم تتحقق المصالحة إلا في وقت لاحق. شاركت واوية كجندية في عمليات الجرف الصامد، ودرع الشمال، وعودة الإخوة . في عام 2015 بدأت بتدريب الضباط، وفي سبتمبر 2021، تمت ترقيتها إلى رتبة رائد.
تنشر إيلا واوية تحت اسم "الكابتن إيلا" (الذي لا تزال تستخدمه حتى بعد ترقيتها إلى رتبة رائد) مقاطع فيديو على وسائل التواصل الاجتماعي لتزويد العرب بمعلومات عن إسرائيل والجيش الإسرائيلي.